# Dorcadion breuningi
Dorcadion breuningi är en skalbaggsart som beskrevs av Heyrovský 1943. Dorcadion breuningi ingår i släktet Dorcadion och familjen långhorningar. Inga underarter finns listade i Catalogue of Life.